# Glacera de Hintertux
La glacera de Hintertux (en alemany Hintertuxer Gletscher) és el nom turístic de les glaceres del Gefrorene-Wand-Kees, també anomenades Tuxer Ferner, i Riepenkees properes a la part superior del Tuxertal, una vall lateral del Zillertal, Tirol, Àustria.
A ambdues glaceres s'hi accedeix mitjançant telecadires i és una de les dues estacions d'esquí del món que ofereixen la possibilitat de practicar disciplines alpines 365 dies a l'any (l'altra és Zermatt a Suïssa).
El punt més elevat de la glacera és l'Olperer que té 3.476 m. S'arriba amb telecadira fins als 3.250 m. Les pistes tenen 225 km i els telecadires són 62. Un especial atractiu anomenat Circuit de la glacera consisteix en un recorregut de 72 km i de 15.000 m de desnivell acumulat.
El nom Hintertux es refereix també al llogaret que es troba als peus de la glacera.